# Wölmsdorf (Niedergörsdorf)
Wölmsdorf ist ein Ortsteil der Gemeinde Niedergörsdorf im Landkreis Teltow-Fläming in Brandenburg. Vor dem 1. Januar 1957 war der Ort eine eigenständige Gemeinde.

## Lage
Wölmsdorf liegt acht Kilometer Luftlinie südwestlich der Stadt Jüterbog im Fläming. Die Gemarkung des Ortes grenzt im Norden an Kaltenborn, im Nordosten und Osten an Niedergörsdorf, im Süden an Gölsdorf, im Südwesten an Seehausen und im Nordwesten an Dalichow. Unmittelbar östlich von Wölmsdorf liegt die zum Hauptort Niedergörsdorf liegende Siedlung Bahnhof, mit der Wölmsdorf eine zusammenhängende Siedlungsfläche bildet.
Wölmsdorf ist ein Sackgassendorf und liegt an einem Abzweig der nördlich des Ortes verlaufenden Landesstraße 812. Der Ort liegt an der Bahnstrecke Berlin–Halle.

## Geschichte und Etymologie

### 13. bis 16. Jahrhundert

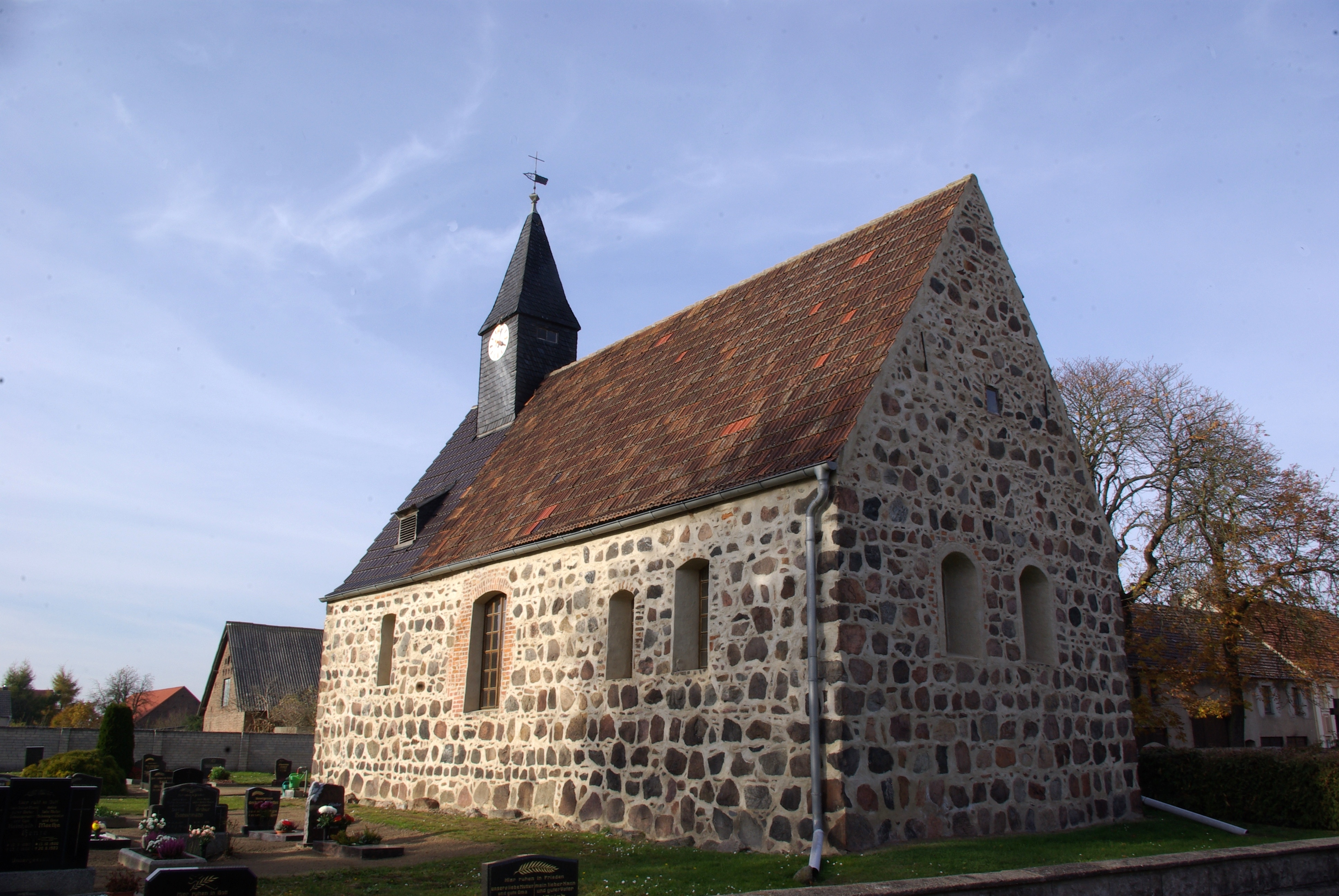
Dorfkirche Wölmsdorf

Erstmals urkundlich erwähnt wurde Wölmsdorf im Jahr 1221 mit dem Namen Wenemaresdorp, weitere Ortsnamensformen waren später Welmersdorff und Wilmsdorf. Der Ortsname ist von dem alten deutschen Personennamen „Wenemar“ abgeleitet und deutet auf ursprüngliche Siedler hin. Bereits 1225 wurde das Dorf durch das Kloster Zinna aufgekauft. Die Zisterzienser brachten dabei sechs einzelne Anteile zusammen, die sich wie folgt darstellen: Ein erster Anteil in Form einer 1⁄2 Hufe gehörte vor 1221 einer Familie Gluzer. Zwei Hufen besaß bis vor 1221 ein Marschall Iwan, zwei weitere Hufen bis vor 1221 die Familie von Bardeleben, zwei weitere die Familie von Buchow. Die Familie von Liepe besaß bis 1221 insgesamt vier Hufen und die Familie von Spandau bis 1221 mit 13 1⁄2 Hufen den größten Anteil. Das Kloster besaß demnach 24 Hufen und konnte im Jahr 1267/1277 weitere zwei Hufen erwerben, die sich im unmittelbaren Besitz des Erzbischofs befanden. Die Gemarkung war somit 26 Hufen groß. Um 1300 entstand eine Dorfkirche. Wohl schon 1413 besaß das Kloster demnach Wölmsdorf „mit allem Recht und Patronat“. Es wurde im genannten Jahr von brandenburgischen Adeligen überfallen und beraubt. Sie stahlen Getreide und Geld, der Schaden wurde auf 49 Schock und 30 böhmische Groschen beziffert. Sieben Jahre später erschien in den Dokumenten lediglich ein Dorf (villa). Detaillierte Angaben liegen aus dem Jahr 1480 vor. Das Landbuch der Abtei und des Klosters Zinnas berichtete von einem Dorfschulzen, der vier Lehn- und eine Zinshufe besaß. Es gab einen Fünfhufner, fünf Vierhufner sowie einen Müller. Die Gemarkung war mittlerweile 30 Hufen groß. Nach der Säkularisation des Klosters im Jahr 1553 gehörte Wölmsdorf zum Luckenwaldeschen Kreis und war somit eine Exklave des Herzogtums Magdeburg innerhalb des Kurfürstentums Sachsen, zu dem alle umliegenden Ortschaften gehörten. Bei einer Visitation der Kirchen und Klöster im Erzstift Magdeburg im Jahr 1562 wurden im Dorf sieben Hauswirte festgestellt. Der Pfarrer besaß zu dieser Zeit lediglich eine Pfarrhufe. Er erhielt allerdings noch die 30. Mandel vom Getreidezehnten sowie den dritten Teil des Fleischzehnten. Die Kirche besaß ein Plan Land, das mit zwei Scheffel Roggen besät wurde. Hinzu kamen sechs Scheffel Roggen vom Windmüller. Dem Küster standen 22 Scheffel Roggen zu. Sechs Jahre später hatte sich an der Struktur der Bewohner nur wenig verändert: Im Jahr 1568 besaß der Schulze nach wie vor vier Lehn- und eine Zinshufe. Es gab einen Fünf- und fünf Vierhufner sowie den Müller. Dieser war verpflichtet, der Kirche sechs Scheffel Roggen als Abgabe zu zahlen. In der Statistik erschien auch erstmals ein Schneider, der ab 1608 zu Abgaben verpflichtet wurde. Bei einer erneuten Visitation im Jahr 1584 wurden nur noch sechs Hauswirte festgestellt. Für das Jahr 1586 weist das Erbbuch des Amtes Zinna eine gesamte Abgabenlast von 3 Taler 3 Ort zum 70. Pfennig aus.

### 17. Jahrhundert
Um 1600 lebten im Dorf ausweislich eines Vortzeichnüß der Ämbter, Clöster, Gerichtsjunkern unnd Dorfer im Erzstift Magdeburg insgesamt wieder sieben Hauswirte. Wömsdorf war, wie viele andere Dörfer auch, im Dreißigjährigen Krieg erheblich verwüstet worden. Im Jahr 1642 lebten lediglich noch zwei Hufner im Dorf; allerdings besaß der Pfarrer nun zwei Pfarrhufen sowie die 30. Mandel. Im Frieden, vermutlich im Jahr 1626, lebten im Dorf 8 1⁄2 besessene Mann, darunter ein Lehnmann sowie der Schulze mit drei Lehnhufen und einer Erbhufe. Es gab weiterhin den Müller, sechs Viererbhufner und zwei Kossäten (Gärtner). Sie besaßen je einen Garten, einer von ihnen „im Felde aufm Kloten“ drei Stück Acker. Eine weitere Statistik stellte der Anschlag des Churfürstlichen Brandenburgischen Ambts Zinna incl. Scharfenbrück und Gotto aus dem Jahr 1684 dar. Es führte neun Güter auf: den Lehnschulzen, sechs Hufner (ein Gut war noch wüst) sowie einen Halbkossäten. Zwei Jahre später erschien im Catastrum des Luckenwaldischen Creyses eine ausführliche Darstellung der Bewohner einschließlich der Mengen, die sie auf ihren Feldern aussäen konnten. Es gab sechs Hufner, einen Kossäten und einen Häusler. Alle besaßen ein Wohnhaus mit Garten und Weide und hatten das Recht, Vieh zu halten. Der Schulze bewirtschaftete vier Hufen zu 40 1⁄2 Scheffel Aussaat. Die vier Hufner besaßen je vier Hufen zu 61 1⁄2 Scheffel Aussaat. Ein Hufner konnte fünf Hufen zu 67 1⁄2 Scheffel Aussaat bewirtschaften. Der Kossät kam auf drei Scheffel Aussaat; ein Kleinhäusler auf 6 Metzen Aussaat. Ein Bauerngut mit vier Hufen lag nach wie vor wüst.

### 18. Jahrhundert
Der Generalpachtanschlag vom Amt Zinna aus dem Jahr 1727 nannte für Wölmsdorf den Lehnschulzen, sechs Hufner und einen Kossäten. Aus dem Folgejahr ist eine Aussaatliste überliefert, nach der den sieben Bauern insgesamt 29 Hufen zu 19 Wispel 6 Scheffel Aussaat zur Verfügung standen. Die beiden Kossäten kamen auf 3 Scheffel 1 Metze Aussaat. Im Jahr 1738 gab es ausweislich einer Prästationstabelle des Amtes Zinna im Dorf sieben Vierhufner (darunter den Lehnschulzen), einen Kossäten (den Müller) und einen Halbkossäten, während die Spezifikation der Dörfer und Städte der Kurmark von 1745 von sieben Hufnern, einen Kossäten, einem Halbkossäten und einer Windmühle berichtete. Im Jahr 1749 lebten auf 29 Hufen insgesamt sieben Vollspänner und zwei Kossäten. Ein weiterer Generalpachtanschlag des Amtes Zinna aus den Jahren 1749/1755 berichtete von sieben Hufnern mit je vier Hufen, darunter dem Lehnschulzen, zwei Kossäten (darunter der Müller) und einem Halbkossäten. Die Familienstandstabellen der Amtsdörfer und Stadt Luckenwalde aus dem Jahr 1772 beschrieben die Dorfstruktur. In Wölmsdorf lebten sieben Hufner, ein Kossät, ein Müller, ein Halbkossät und ein Hirte. Es gab neun Männer und elf Frauen sowie eine alte Frau. Fünf Söhne waren unter, 13 über zehn Jahre alt. Sechs Töchter waren unter, fünf über zehn Jahre alt. Im Dorf lebten außerdem sechs Knechte und sechs Mägde. Ein Jahr später wurde Wölmsdorf Teil der Kurmark.

### 19. Jahrhundert
Im Jahr 1801 gab es nach Bratring im Dorf einen Lehnschulzen, sechs Ganzbauern, zwei Ganzkossäten, zwei Büdner, einen Krug und eine Windmühle. Das Dorf war 29 Bauernhufen groß; es wurden zwölf Feuerstellen (=Haushalte) betrieben. Die Bewohner brachten im Jahr 1812 auf dieser Fläche 428 Morgen (Mg) 80 Quadratruten (QR) zu 20 Wispel 2 Scheffel Aussaat aus. Im Laufe der Zeit siedelten sich neben dem Windmüller weitere Gewerke an. Ab 1815 gehörte der Ort schließlich zur Provinz Brandenburg im Königreich Preußen. Eine Statistik aus dem Jahr 1818 führte zusätzlich einen Grützmüller und einen Schlächter auf. Die Windmühle erschien erneut im Jahr 1837, ebenso der Schankwirt. Es gab 13 männliche und 5 weibliche Dienstboten, die in den mittlerweile 13 Wohnhäusern arbeiteten. Das Ortschaftsverzeichnis von 1858 führte drei öffentliche, 12 Wohn- und 31 Wirtschaftsgebäude auf, darunter die Getreidemühle. Das Dorf umfasste zu dieser Zeit eine Fläche von 974 Mg: 4 Mg Gehöfte, 12 Mg Gartenland und 958 Mg Acker.

### 20. Jahrhundert
Aus dem Viehstands- und Obstbaumlexikon ist bekannt, dass im Jahr 1900 im Dorf 18 Häuser standen. In ihnen lebten ein Altsitzer, ein Büdner und Bahnwärter, der nebenberuflich 0,25 Hektar Fläche bewirtschaftete sowie ein Gastwirt und Kossät, der 8,38 Hektar Land besaß. Es gab sechs Hufner mit 66,82 Hektar, 63,54 Hektar, 63,40 Hektar, 62,64 Hektar, 62,50 Hektar und 58,86 Hektar Fläche sowie einen Knecht und einen Mühlenbesitzer mit 3,55 Hektar. Wölmsdorf war in Summe 476,2 Hektar groß. Das Gemeindelexikon aus dem Jahr 1932 führt für das Jahr 1931 insgesamt 25 Wohnhäuser mit 28 Haushaltungen auf. Das Dorf wurde im Jahr 1931 zur Landgemeinde mit einer Fläche von 476,3 Hektar. Im Jahr 1939 gab es im Dorf einen land- und forstwirtschaftlichen Betrieb, der größer als 100 Hektar war. Fünf weitere Betriebe waren zwischen 20 und 100 Hektar groß, ein Betrieb zwischen 10 und 20 Hektar, drei Betriebe zwischen 5 und 10 Hektar sowie zwölf Betriebe zwischen 0,5 und 5 Hektar.
Nach dem Zweiten Weltkrieg wurden 45,6 Hektar Waldzulage vom Landesforstamt Jüterbog aufgeteilt. Vier Altbauern erhielten 11,1 Hektar Waldzulage, während 34,5 Hektar an die Gemeinde gingen. Bis 1952 gehörte die Gemeinde Wölmsdorf zum Landkreis Luckenwalde (bis 1946 Landkreis Jüterbog-Luckenwalde). Ab der DDR-Kreisreform gehörte der Ort zum Kreis Jüterbog im Bezirk Potsdam. Am 1. Januar 1957 wurde Wölmsdorf nach Niedergörsdorf eingemeindet. Im Jahr 1954 gründete sich eine LPG vom Typ III mit acht Mitgliedern und 44 Hektar landwirtschaftlicher Nutzfläche, die fünf Jahre später an die LPG Typ III Niedergörsdorf angeschlossen wurde.
Seit der Deutschen Wiedervereinigung und der brandenburgischen Kreisreform im Jahr 1993 gehört der Ort zum Landkreis Teltow-Fläming.

## Einwohnerentwicklung
| Jahr | Einwohner |
| ---- | --------- |
| 1875 | 118       |
| 1890 | 145       |
| 1910 | 128       |

| Jahr | Einwohner |
| ---- | --------- |
| 1925 | 143       |
| 1933 | 146       |
| 1939 | 180       |

| Jahr | Einwohner |
| ---- | --------- |
| 1946 | 321       |
| 1950 | 291       |

Gebietsstand des jeweiligen Jahres

## Sehenswürdigkeiten und Kultur

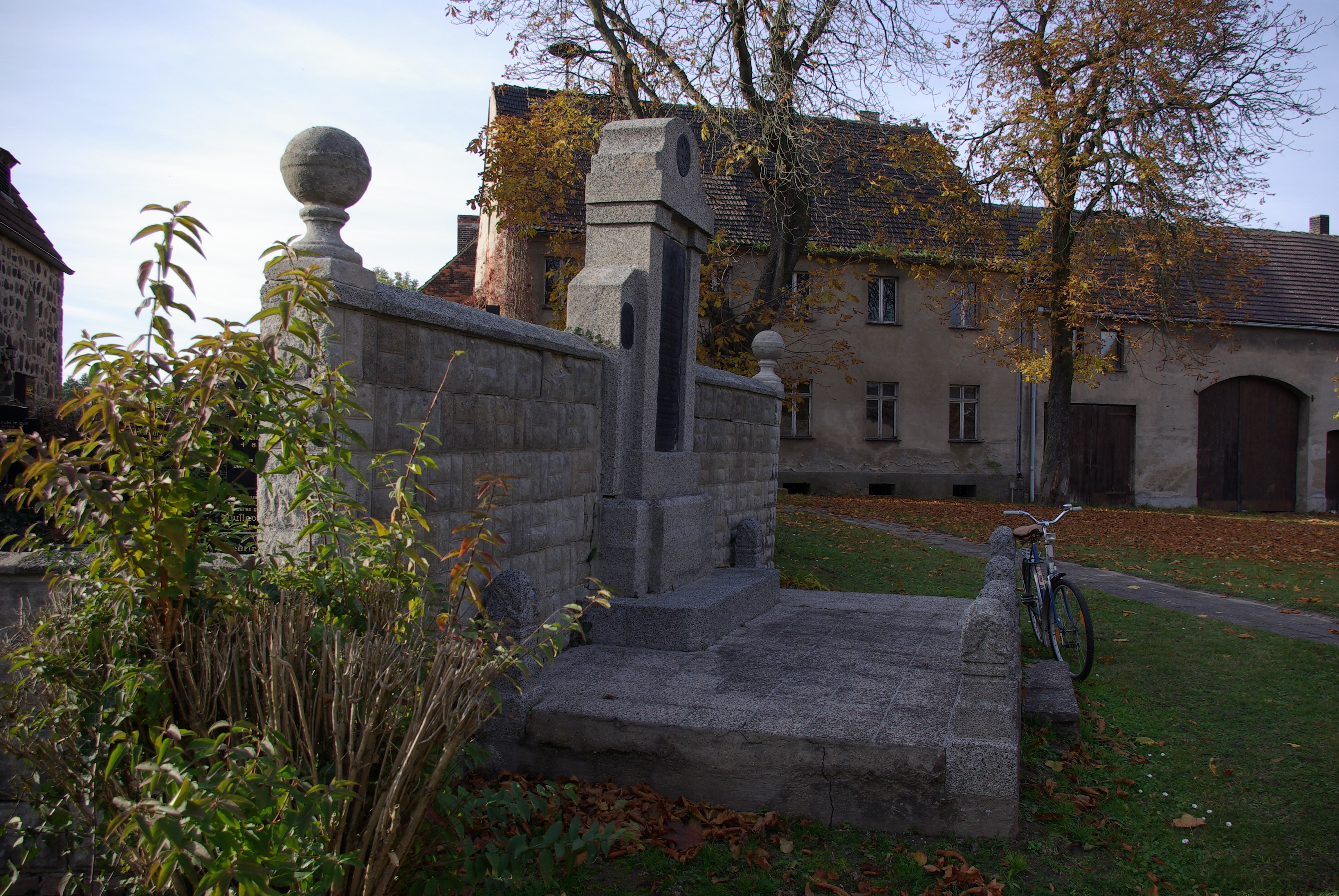
Weltkriegsdenkmal

- Die Dorfkirche Wölmsdorf ist eine Feldsteinkirche aus der Zeit um 1300. Im Innern steht unter anderem ein Altarretabel aus dem 18. Jahrhundert.
- Denkmal für die Gefallenen der Weltkriege an der Kirche